# Phyllothemis raymondi
Phyllothemis raymondi är en trollsländeart som beskrevs av Maurits Anne Lieftinck 1950. Phyllothemis raymondi ingår i släktet Phyllothemis och familjen segeltrollsländor. Inga underarter finns listade i Catalogue of Life.